# بعد (اخترشناسی)

کره سماوی، مکان بعد مشخص شده‌است

بُعد در اخترشناسی (با نمادِ α)، مؤلفهٔ خط یا قوس طولی از مختصات استوایی کُرهٔ آسمان، مابه ازای طول جغرافیایی کرهٔ زمین است.
متداول‌ترین دستگاه مختصات، عبارت از تصویر طول و عرض جغرافیایی کرهٔ زمین بر آسمان است. درست در راستای استوای زمین، استوایی آسمانی در فضا تجسم می‌شود که آن را معدل‌النهار نام گذارده‌اند. همچنین، درست در بالای قطب‌های زمین، قطب‌هایی در آسمان فرض می‌شود به نام قطب‌های آسمانی. با بهره‌گیری از این مفاهیم، کُره‌ای به نام کُرهٔ آسمان در پیرامون زمین پنداشته می‌شود که این مختصات بر روی آن مشخص می‌گردد.
در مختصات سماویِ استوایی به جای طول جغرافیایی اصطلاح بُعد و به جای عرض جغرافیایی اصطلاح مِیل به‌کار می‌رود.
با بهره‌گیری از مختصات آسمانی، هر نقطه از آسمان را می‌توان مشخص کرد. حروف یونانیِ آلفا و بتا به‌ترتیب برای نشان دادن بُعد و میل به‌کار می‌روند.
بُعد، کوچک‌ترین زاویه بین دایرهٔ ساعت صفر و یک شیء آسمانیِ معین است. بُعد، مانند زمان، بر حسب ساعت و دقیقه از نقطهٔ اول حَمَل یا نقطهٔ اعتدال بهاری به سمت مشرق تقسیم‌بندی می‌شود. چنانچه به صورت زاویهٔ ۳۶۰ درجه ترسیم شود، از نقطهٔ اول حمل به صورت معکوس یعنی به سمت مغرب درجه‌بندی می‌شود.